# Campanile di Castello Roganzuolo
Il campanile di Castello Roganzuolo è una torre medievale prospiciente il lato sud della chiesa dei Santi Pietro e Paolo di Castello Roganzuolo, nella parte collinare del comune di San Fior. È il simbolo del paese.

## Storia
Posto a destra della chiesa, il campanile è un'antica torre già appartenente al castello dei Da Camino (XI secolo) che nel 1337 fu abbattuto per mano veneziana. Unico elemento superstite, assieme alla cappella, esso fu convertito a campanile per la chiesa e, come essa, nei secoli si sviluppò fino a raggiungere l'attuale aspetto.
Infatti della vecchia torre sono le murature della parte che va dalle fondamenta alla cella campanaria, mentre le bifore e il blocco superiore merlato sono un innalzamento successivo, i cui ultimi rifacimenti sono ottocenteschi.
Il campanile è stato integralmente restaurato con finanziamento della Regione Veneto nel biennio 2010-2011 ed inaugurato nel 2012.

## Descrizione

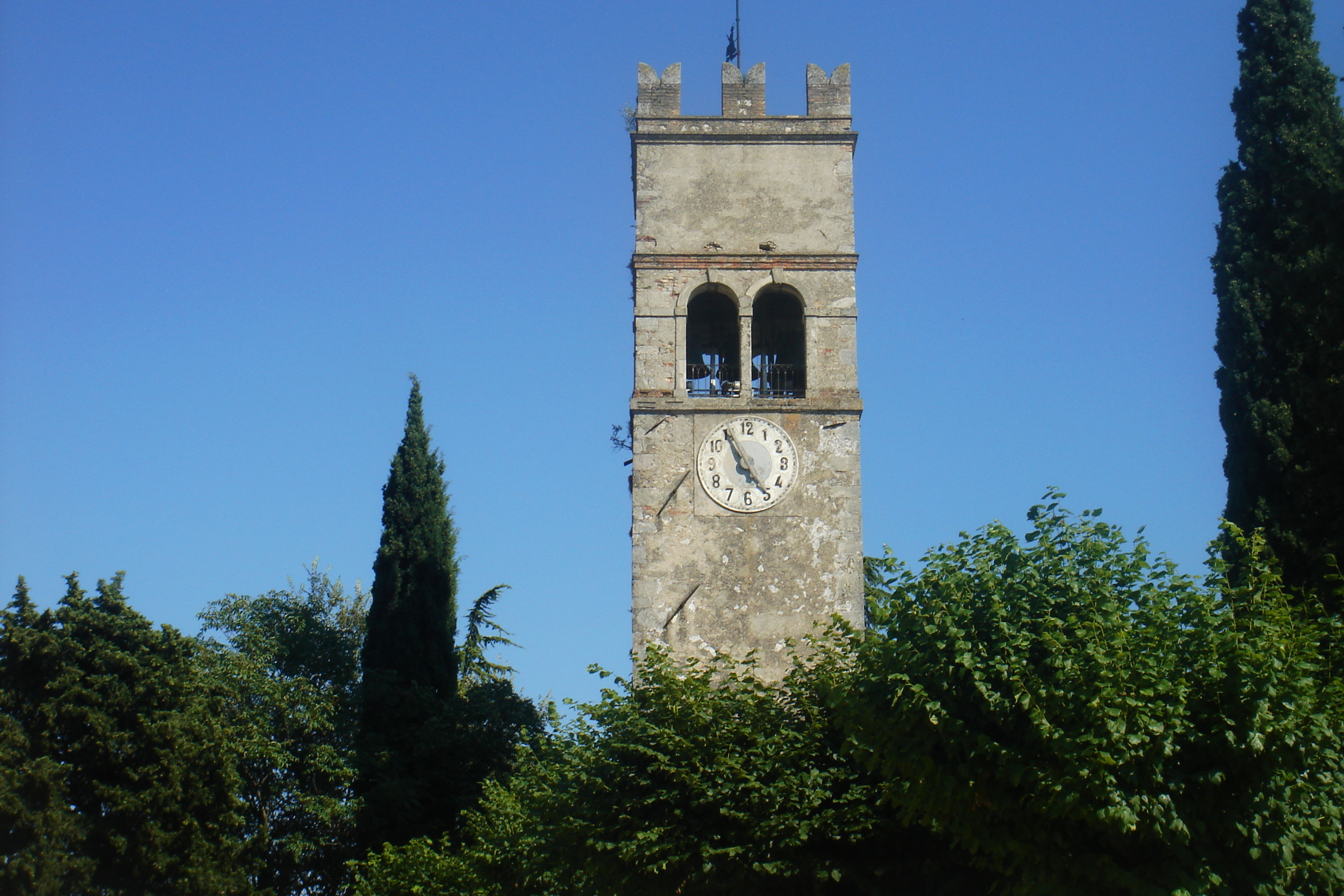
La facciata ovest prima del restauro

Sulla sommità, la struttura presenta una merlatura ghibellina: dodici merli a coda di rondine, al centro della quale, dove è presente una copertura in coppi non visibile dal basso, svetta un parafulmine abbellito da una caratteristica banderuola con un nero profilo di Sant'Ermagora, a ricordo della lunga appartenenza alla diocesi aquileiana.
Scendendo si incontra, tra due cornici appena pronunciate, la cella campanaria, aperta da una bifora a tutto sesto per lato; all'interno di essa trovano posto le tre campane, i cui rintocchi risuonano ogni ora nella campagna sottostante il colle.
Al di sotto delle bifore, su due lati adiacenti, quello che dà sul cortile e quello che dà sul cimitero, sono posti i due orologi; essi, identici, sono d'estrema semplicità: due circonferenze (inscritte in un quadrato appena accennato) e contenenti i numeri arabi da 1 a 12, a loro volta disegnati in piccoli cerchi, nero su bianco; le lancette metalliche sono di un'elegante essenzialità.
Scendendo, la base è una piattaforma allargata (aggiunta come rinforzo nel XIX secolo) e tagliata, a partire dal cortile, da una piccola scala, i cui gradini consumati dai secoli conducono alla porta d'ingresso.